# Scopimera bitympana
Scopimera bitympana is een krabbensoort uit de familie van de Dotillidae. De wetenschappelijke naam van de soort is voor het eerst geldig gepubliceerd in 1930 door Shen.